# Admission
Admission (conocida en España como Proceso de admisión y en Latinoamérica como Admisión) es una película estadounidense del año 2013 perteneciente al género de comedia romántica dramática, dirigida por Paul Weitz y protagonizada por Tina Fey y Paul Rudd. La película se estrenó en los Estados Unidos y Canadá el 22 de marzo de 2013. Es una adaptación de una novela de Jean Hanff Korelitz, llamada Admisión.

## Argumento
La oficial de admisiones de la Universidad de Princeton Portia Nathan (Tina Fey) es atrapada con la guardia baja cuando hace una visita de reclutamiento a una escuela secundaria alternativa supervisada por un excompañero de universidad, John Pressman (Paul Rudd). Con una vasta experiencia en el entrenamiento, el asesoramiento, y el criticismo que implica la admisión de Princeton, hace una visita a la Escuela Quest, donde John enseña mientras cría a su hijo adoptivo. Después de exponer a Portia a las preguntas de los estudiantes de Quest y sus impresiones de la universidad, esto le lleva a conocer al poco convencional Jeremías Balakian, un niño prodigio.
Al volver al campus, el novio de mucho tiempo de Portia, Mark rompe con ella después de que deja embarazada a una "estudiosa de Virginia Woolf" llamada Helen. Después de una atracción romántica incómoda con Pressman, ella se encarga de que Jeremías visite Princeton, donde ella y un colega, Corinne, son rivales para suceder al Decano de Admisiones, que pronto se jubilará.
Portia hace tiempo tuvo un embarazo secreto, y puso al bebé en adopción, ella recibe una prueba por Pressman que aparentemente demuestra de que Jeremías es su hijo. A pesar de que es brillante, el pobre expediente de Jeremías resulta ser considerado no apto para asistir a la Universidad. Portia, en un acto que pone en peligro en gran medida su puesto, conspira para lograr que Jeremías entre a la escuela, sabiendo que Princeton no puede revelar tal escándalo.
Se le exige su renuncia. Más tarde, al revelar a Jeremías que ella es su madre biológica, se entera de que había un error en la fotocopia de su acta de nacimiento y que el muchacho ya se había localizado a su verdadera madre biológica. Portia se presenta en la Agencia de Adopción, tratando de localizar a su hijo, donde ella describe su vida con una perspectiva diferente. Cuando se le preguntó cómo se sentiría al encontrarse con su hijo real, ella responde que ella se sentiría "nerviosa, pero con suerte."
Al final, ya saliendo con Pressman, Portia recibe una carta de su verdadero hijo, que le dice que no está listo para reunirse todavía con ella. Pressman señala que ella está en la lista de espera, "y eso no es tan malo".

## Reparto
- Tina Fey como Portia Nathan.
- Paul Rudd como John Pressman.
- Michael Sheen como Mark.
- Lily Tomlin como Susannah.
- Wallace Shawn como Clarence.
- Nat Wolff como Jeremías Balakian.
- Gloria Reuben como Corinne.
- Travaris Spears como Nelson.
- Christopher Evan Welch como Brandt.
- Sonya Walger como Helen.
- Leigha Hancock como Yulia Karasov.
- Daniel Levy como James.

## Producción
La película fue dirigida por Paul Weitz, conocido por su trabajo en About a Boy, y se basa en la novela homónima de Jean Hanff Korelitz. Se rodó tanto en la Universidad de Princeton, como en la escuela y en la universidad de Manhattanville en Purchase, Nueva York. Un tráiler de la película fue estrenado el 20 de noviembre de 2012. La película se estrenó el 22 de marzo de 2013. Proceso de admisión fue la primera película importante en utilizar RushTera para la posproducción de colaboración.

## Recepción
La película recibió críticas mixtas por parte de los críticos. Rotten Tomatoes dio a la película una calificación de 38% sobre la base de 143 opiniones, con el consenso de la web: "La entrada tiene un par de inmensamente agradables actores principales en Tina Fey y Paul Rudd, pero se les pierde en un artificioso (y dirigido torpemente) guión". Metacritic le da una puntuación media del 48 % sobre la base de 39 comentarios, que indica "críticas mixtas o promedio." 